# 祭肜
祭肜（?—73年），字次孙，颍川郡颍阳县（今河南省许昌市西）人，東漢政治人物。祭遵的堂弟。
他以孝道聞名，當時戰亂頻頻，他仍獨自堅持守在祖墳。建武初年，獲光武帝任命为黄门侍郎，長隨光武帝左右。建武十七年（41年）起出任辽东郡太守近三十年，以招降烏桓、鮮卑等東夷。建武二十一年（45年）擊退入侵辽东的鲜卑萬餘騎軍，保边境平安。建武二十五年(49年)，招降部分鮮卑、烏桓等外族。汉明帝永平元年(58年)，擊敗未降漢的赤山烏桓歆志賁，剩下未降附的鮮卑都來附漢，至此，鳥桓、鮮卑皆降東漢，為東漢保塞，祭肜威震北方，由武威到樂浪所有胡夷都內附，東漢在北方近2000公里邊境撤走屯兵，省下大量軍費。永平十二年（69年）升任太仆。永平十六年（73年）漢明帝派祭肜與南匈奴單于一起出兵讨伐北匈奴，南單于討厭祭肜，出高闕塞九百餘里遇一小山，欺騙祭肜那是涿邪山，祭肜去到不見敵人於是退兵，因此違了軍法被革下狱。出狱後因羞憤被騙而沒立下軍功，呕血而死。

### 歷史貢獻
東漢初，光武用耿國、班彪、祭肜的獻策與經營北方、東北方邊郡，令南匈奴、烏桓、鮮卑成功內附，遺子入侍，成為東漢保護北方、東北方的「保塞三族」，達成以夷制夷。由漢明帝永平元年祭肜完成戰略設置，到漢和帝永元九年鮮卑反叛中間約四十年，東漢的北方、東北方很少遭到兵禍，其中北匈奴只南下"兩次"都被擊敗，而轉向騷擾東漢西北方的河西三郡(張掖郡、酒泉郡、敦煌郡)，夫餘、高句麗、濊貊都內附，不敢攻擊邊郡。「西自武威，東盡玄菟及樂浪，胡夷皆來內附，野無風塵。乃悉罷緣邊屯兵。」近2000公里的防線減少大量士兵的屯守，四十年以來為東漢朝庭省下極大軍費，更大大減少兵民傷亡，並保障東漢穩定，為「明章之治」、「永元之隆」打下基礎。而保塞三族更為了得到東漢的獎賞，不斷將北匈奴作為獵物狩獵，用北匈奴人的首級、俘虜換取東漢的金錢賞賜，這也是北匈奴日漸衰弱，轉而帶領西域諸國騷擾東漢西北方的原因。
後來，東漢竇太后、竇憲不理大臣宗意認為鮮卑會在北匈奴滅後，失去搶掠物資及立功的目標會轉來禍害東漢邊郡，執意發動多次以滅北匈奴的戰爭，在91年滅北匈奴，而且竇憲也沒有遵照原定戰前答應南匈奴的戰略目標，讓南匈奴回到漠北，不理袁安的反對，要扶持已投降的北匈奴人為自己所用，導致鮮卑借機佔領漠北，而鮮卑失去北匈奴作為抄掠資源自用、立功換錢的目標，由公元97年開始叛漢，變成時降時叛的狀態，南匈奴、烏桓、高句麗、濊貊、夫餘等也開始像鮮卑一樣時叛時附，至此，光武、明帝、耿國、班彪、祭肜促成的以夷制夷的戰略平衡被嚴重破壞，導致東漢中期開始邊境不安，軍費大增，邊民、士兵慘死，該區經濟也被破壞。保塞制度被破壞後，北方、東北方軍費的直接增加，不下平定三大羌亂的費用，以致東漢國庫空虛，到後期時人號「三空之厄」(田野空，朝廷空、倉庫空)，成為東漢衰亡的主因。